# 姉妹 (1969年の映画)
『姉妹』（しまい、伊: Le Sorelle, レ・ソレッレ）は、1969年に製作されたイタリアの映画。

## キャスト
- ディアナ：ナタリー・ドロン（吹替：小原乃梨子）
- マルタ：スーザン・ストラスバーグ（吹替：鈴木弘子）
- アレクス：マッシモ・ジロッティ
- ダリオ：ジャンカルロ・ジャンニーニ